# جيم واتسون (لاعب هوكي الجليد)
جيم واتسون هو لاعب هوكي الجليد كندي، ولد في 28 يونيو 1943 في مالاركتيك في كندا.

## وصلات خارجية
- جيم واتسون على موقع دوري الهوكي الوطني (الإنجليزية)
- جيم واتسون على موقع قاعة مشاهير الهوكي (لاعب أن.إتش.أل) (الإنجليزية)
- جيم واتسون على موقع EliteProspects.com (الإنجليزية)
- جيم واتسون على موقع HockeyDB.com (الإنجليزية)
- جيم واتسون على موقع Hockey-Reference.com (الإنجليزية)